# Voula Patoulidou
Paraskiewi Patoulidou, známá více jako Voula Patoulidou (* 29. března 1965) je bývalá řecká atletka, sprinterka, olympijská vítězka v běhu na 100 metrů překážek z roku 1992.

## Sportovní kariéra
Nečekaně zvítězila v běhu na 100 metrů překážek na olympiádě v Barceloně v roce 1992. Už její postup do finále znamenal velký úspěch – ve čtvrtfinále i semifinále si vytvořila osobní rekordy v této disciplíně (12,96 resp. 12,88). Ve finále favorizovaná Američanka Gail Deversová klopýtla na poslední překážce a díky tomu Patoulidou těsně zvítězila v čase 12,64. Stala se tak první řeckou reprezentantkou, která vybojovala zlatou olympijskou medaili. V Barceloně startovala rovněž ve skoku dalekém, kde dosáhla výkonu 671 cm. Zúčastnila se rovněž dalších olympiád v Atlantě, Sydney i Athénách, ovšem už bez medailového úspěchu. Na olympiádách v Atlantě i Athénách patřila k posledním členům štafety nesoucí olympijský oheň během slavnostního zahájení her.